# Acanthochondria lilianae
Acanthochondria lilianae – gatunek widłonoga z rodziny Chondracanthidae. Nazwa naukowa tego gatunku skorupiaków została opublikowana w 2011 roku przez zespół biologów Delfinę Maríę Paulę Cantatore, Anę Laurę Lanfranchi i Juana Tomása Timiego.